# 丹波ナチュラルスクール
丹波ナチュラルスクール（たんばナチュラルスクール）は、京都府船井郡京丹波町にあったフリースクールである。

## 概要
家庭内暴力、校内暴力、ひきこもり、ニート、不登校を起こしている青少年を、自然に触れ合う環境で住まわせることによって更生させることを目的としていると謳っていた。

## 暴力・虐待事件
2008年（平成20年）8月、経営者の男と責任者の女が、入所していた14歳の女子中学生に対して暴行し、17日間の怪我を負わせる事件が発生した。
少女は、同じく入所していた20歳の女性ら3人と脱走し、24時間営業のスーパーに逃げ込んで保護された。同年9月9日、経営者と責任者の2人は傷害容疑で逮捕され、後に2人とも実刑判決を受けた。その後、丹波ナチュラルスクールは閉鎖されて廃業に追い込まれ、建物も取り壊された。

### 暴力の実態
丹波ナチュラルスクールでは、保護された者以外の入所者に対しても監禁や暴行を行っていた。
まず、入所が決まった入所者に対して、引き出し屋と呼ばれるスタッフが事前の連絡をせず、寝込みを襲って行き先や目的を言わずに施設まで移送し、到着した直後に暴行を加えていたことも判明。府警は経営者が暴力による恐怖感を最初に植え付け、入所者をコントロールしていたとみている。施設側は連れ去り方法などについて事前に保護者から了解を得たとしているが、「こんなひどいとは思わなかった」と話す親もいるという。この拉致ともいえる方法を考えたのは、経営者であった。
期限切れの弁当を食べさせられたり、日常的に暴力を振るわれたりしていたという情報もある。期限切れの弁当は、経営者の親族が経営するコンビニから仕入れていた。経営者達は、賞味期限切れを示すシールなどを外した上で、入所者に与えていた。
さらに警察の家宅捜索により、木刀や手錠が押収された。「体調不良を訴えても病院に行くことを許されなかった」「冬に、木に裸でくくられて水をかけられた子もいた」などの虐待が行われていた。高額の入所費や月謝にもかかわらず、食事は朝食抜きで昼食と夕食はコンビニ弁当、カップラーメンなどの簡単かつ粗末なものしかなかった。また、京都府の児童相談所が以前、虐待についての立ち入り調査を行った際、スクール側が子供らに口止めしていたことも京都府警の捜査で判明した。
昼間は畑仕事や内職作業を強制させられ、夜は外側から鍵のかかったプレハブで軟禁状態であった。食事は5分以内、トイレや入浴の回数も制限されるなど、同スクールの運営は監獄さながらだった。
他にも、「戸塚ヨットスクールのようになる」と話して入所者に恐怖心を与えていたことも明らかになっている。